# Thomas Anthony Harris
Thomas Anthony Harris (* 18. April 1910 in San Antonio, Texas; † 6. Mai 1995 in Sacramento, Kalifornien) war ein US-amerikanischer Psychiater und Autor.

## Leben
Harris besuchte die High School in San Antonio. Danach studierte er Medizin und erwarb 1938  den Bachelorgrad der Medizinischen Hochschule der University of Arkansas. Im Dezember 1941 erlebte er den Angriff auf Pearl Harbor mit und erlitt einen Hörsturz. 1942 begann er seine Ausbildung zum Facharzt für Psychiatrie am St. Elizabeths Hospital in Washington, D.C. Anschließend diente Harris als Psychiater bei der US Navy. Er wurde Chefarzt des psychiatrischen Dienstes am Marine Hospital in Philadelphia. 1947 übernahm er die Leitung der Psychiatrischen Abteilung des Amtes für Medizin und Chirurgie im Navy Department.
Er verließ das Militär 1954 im Range eines Fregattenkapitäns. Nach diesem Abschied erhielt Harris einen Lehrauftrag für Psychiatrie an der University of Arkansas. Im Anschluss an seine Lehrtätigkeit wurde Harris zum Direktor der Behörde für das Anstaltswesen im Staat Washington berufen. In dieser Position war er für die Betreuungsprogramme im Strafvollzug und in den Heilanstalten zuständig. 1956 ließ sich Harris als Facharzt für Psychiatrie in Sacramento in Kalifornien nieder.
Seit 1960 zählte Thomas A. Harris zu den engsten Mitarbeitern von Eric Berne. Harris kooperierte mit Harry Stack Sullivan und Frieda Fromm-Reichmann. In der Veröffentlichung I´m ok – You´re ok., die 1963 erschien, fasst Harris seine ärztlichen Erfahrungen zusammen, die er in fünfundzwanzig Berufsjahren sammelte. Es war eines der erfolgreichsten populären Psychologiebücher überhaupt, das inzwischen über 10 Mio. mal verkauft worden ist.
Harris war Direktor der Internationalen Vereinigung für Transaktionsanalyse, die sein Mentor Eric Berne gegründet hatte sowie Gründer und Präsident des Instituts für Transaktions-Analyse in Sacramento.
Thomas A. Harris war verheiratet mit der Journalistin und Lektorin Amy Bjork Harris (* 1929).

## Veröffentlichungen
- I’m ok – You’re ok. A Practical Guide to Transactional Analysis. Harper & Row, New York 1963
  - Deutsche Ausgabe: Ich bin o.k. Du bist o.k. Wie wir uns selbst besser verstehen und unsere Einstellungen zu anderen verändern können. Eine Einführung in die Transaktionsanalyse. Aus dem Amerikanischen übersetzt von Irmela Brender. Rowohlt, Reinbek bei Hamburg 1975, ISBN 3-499-16916-9.
- Einmal ok, immer ok. Transaktionsanalyse für den Alltag. Gemeinsam mit Amy Bjork Harris. Rowohlt, Reinbek bei Hamburg 1985, ISBN 3-498-02868-5